# Vanessa Marcil
Vanessa Marcil (Indio (Californië), 15 oktober 1968) is een Amerikaans actrice. Zij is in België en Nederland onder andere bekend geworden door haar rol als Samantha Jane Marquez in de televisieserie Las Vegas en haar rol als Gina Kincaid in Beverly Hills, 90210.

## Biografie

### Jeugd
Marcil, de jongste van vier kinderen, is geboren als Sally Vanessa Ortiz in Indio, Californië. Ze is de dochter van Peter Ortiz, een aannemer die met zijn beroep miljonair is geworden en Patricia Marcil, een fytotherapeute. Haar ouders zijn gescheiden. Marcils vader is van Mexicaanse afkomst en haar moeder is van Amerikaans-Franse, Italiaanse en Portugese afkomst. Marcil is vernoemd naar actrice Vanessa Redgrave.

### Carrière
Marcil begon met acteren in aantal theaterproducties voordat ze haar rol kreeg in 1992 als Brenda Barret in de soap serie General Hospital. Ze is drie keer genomineerd voor een Emmy Award in 1997, 1998 en 2003. In februari 1998 was ze genomineerd voor Beste actrice in een soap serie. In 2003 won ze een Emmy Award als Beste Bijrol in een Drama serie.
Na zes jaar General Hospital, verliet ze de serie in 1998 (ze keerde kort terug in 2003). Ze kreeg een rol in de televisiefilm To Love, Honor and Deceive en had een bijrol in de politie dramaserie High Incident geproduceerd door Steven Spielberg. In 1998 kreeg Marcil een rol in de serie Beverly Hills, 90210 als Gina Kincaid. Na anderhalf seizoen hield ze het voor gezien. Marcil maakte haar filmdebuut in 1996 in de film The Rock. In deze film speelde ze samen met Nicolas Cage, Sean Connery en Ed Harris.
In 1999 speelde ze in twee films: Nice Guys Sleep Alone met Sean O'Bryan en This Space Between Us met Jeremy Sisto.
In Nederland is ze op tv te zien in de serie Las Vegas als Samantha Jane Marquez. Deze serie wordt door Veronica uitgezonden.
Ze was ook te zien in een kleine bijrol in de televisieserie Lipstick Jungle.

### Privéleven
Marcil heeft meerdere malen ontkend dat ze getrouwd is geweest met acteur Corey Feldman, maar uit een document blijkt dat beide zijn getrouwd in Las Vegas in een officiële ceremonie op 6 augustus 1988.
Marcil heeft tussen 1998 en 1999 een relatie gehad met acteur Carmine Giovinazzo. Ze was verloofd met General Hospital acteur Tyler Christopher, maar van een huwelijk kwam het nooit. Ze heeft ook een relatie gehad tot 2003 met voormalig Beverly Hills 90210 acteur Brian Austin Green. Op 30 maart 2002 kregen ze samen een zoon genaamd, Kassius Lijah Marcil-Green.
Ze leeft nu met haar vriend Ben Younger en haar zoon in Los Angeles.